# Anomala columbia
Anomala columbia är en skalbaggsart som beskrevs av Ohaus 1902. Anomala columbia ingår i släktet Anomala och familjen Rutelidae. Inga underarter finns listade i Catalogue of Life.